# 朴主孝
朴主孝（韩语： Bak Ju-hyo，1997年6月29日—），高阳市出身，韩国男子举重运动员，2017年亚洲青年举重锦标赛男子69公斤级银牌得主、2017年世界青年举重锦标赛男子69公斤级铜牌得主。